# 铠海蛭
铠海蛭（学名：Pontobdella loricata）为鱼蛭科海蛭属的动物，俗名海蛭、海黄瓜。分布于印度以及中国大陆的山东等地，营寄生生活，无宿主记载以及得自海鱼。该物种的模式产地在印度。